# 歌川豊清
歌川 豊清（うたがわ とよきよ、寛政11年〈1799年〉 - 文政3年〈1820年〉）とは、江戸時代の浮世絵師。

## 来歴
歌川豊国の門人で歌川豊広の子、俗称は金蔵または金次郎。父豊広とともに芝片門前町に住んでいた。初名を歌川金蔵と称し、浮世絵師を志して始めは父に入門し、文化9年（1812年）の春以降、豊清と改名する。豊広と豊国は同門の双璧であったが、交わりは悪く確執があり一時不和であった。それを式亭三馬が和解させた後、金蔵を豊国に学ばせたという。幼少より画技に優れ、金蔵の名で文化7年（1810年）に12歳で合巻『筆始日出松』の挿絵を描く。画風は文化後期の豊国美人画を受け継いでいる。豊広の子という血統の上に、当時人気第一の豊国を師匠にもつ恵まれた環境に育ち、その画技を嘱望されたが早世した。享年22。

## 作品
- 『筆始日出松』　合巻　※東西庵南北作、文化7年刊行
- 『糸桜春蝶奇縁』　読本　※曲亭馬琴作、文化9年刊行
- 『女合法恋修業者』五巻　合巻　※東西庵南北作、文化9年刊行
- 「朝鮮人来朝行列図」　墨摺　※文化8年
- 「今様美人娘合」　大判錦絵　※文化9年頃
- 「静の舞図」　絹本着色　東京国立博物館所蔵　※「歌川豊清画」の落款、「歌川」の朱文方印あり。『義経千本桜』四段目の「道行初音旅」に登場する静御前の姿を描いたもの。なお本図に捺された印章は豊広も使用しており、この印章を父子で共用したか、あるいは父豊広から譲られたものと考えられる。
- 「花魁立姿図」　絹本着色　浮世絵太田記念美術館所蔵